# Mercedes-Benz SLK
Mercedes-Benz SLK – samochód sportowy klasy kompaktowej produkowany pod niemiecką marką Mercedes-Benz w latach 1996 – 2015 oraz w latach 2015 – 2020 pod nazwą SLC.

## Pierwsza generacja

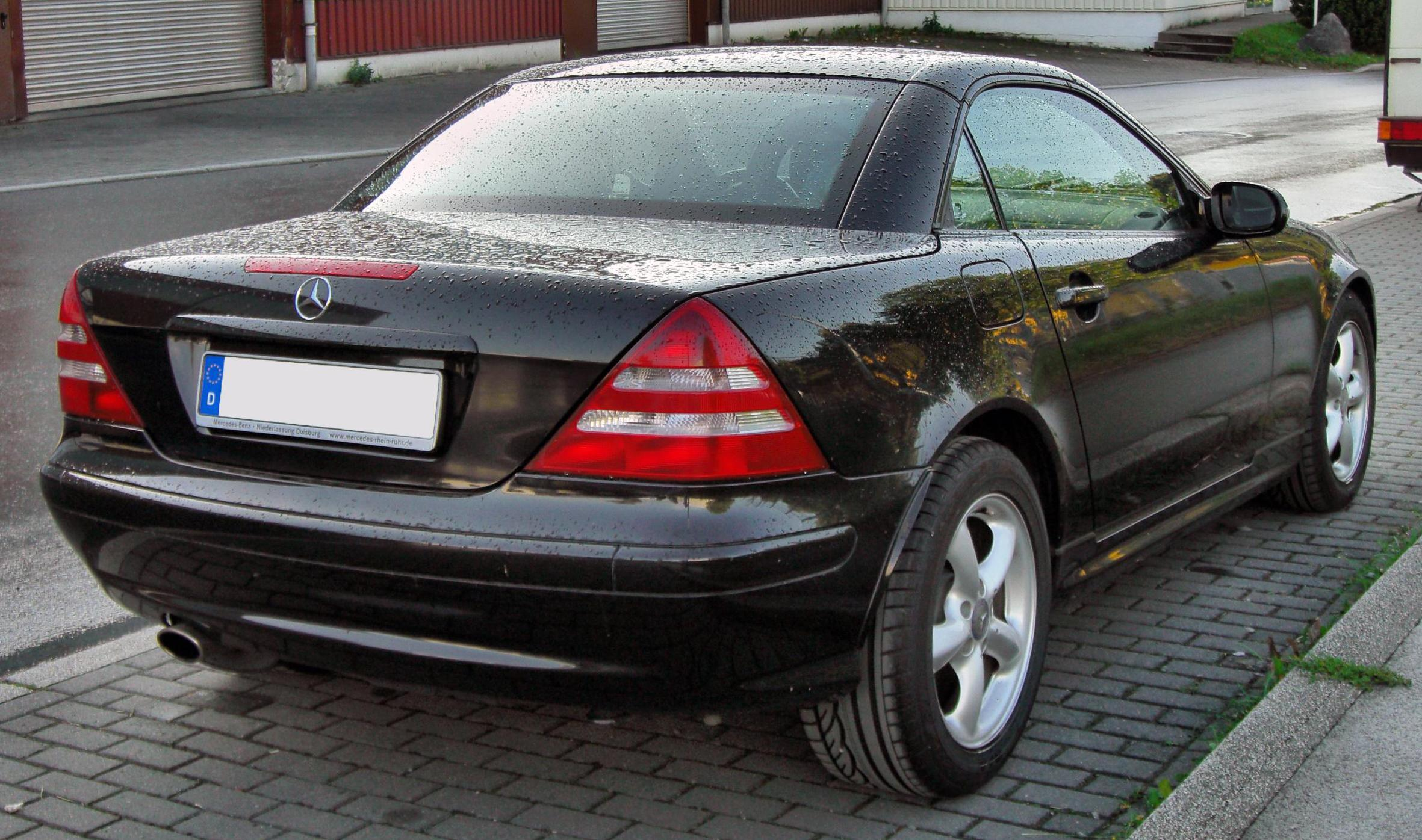
Mercedes-Benz SLK I (R170) – tył po liftingu

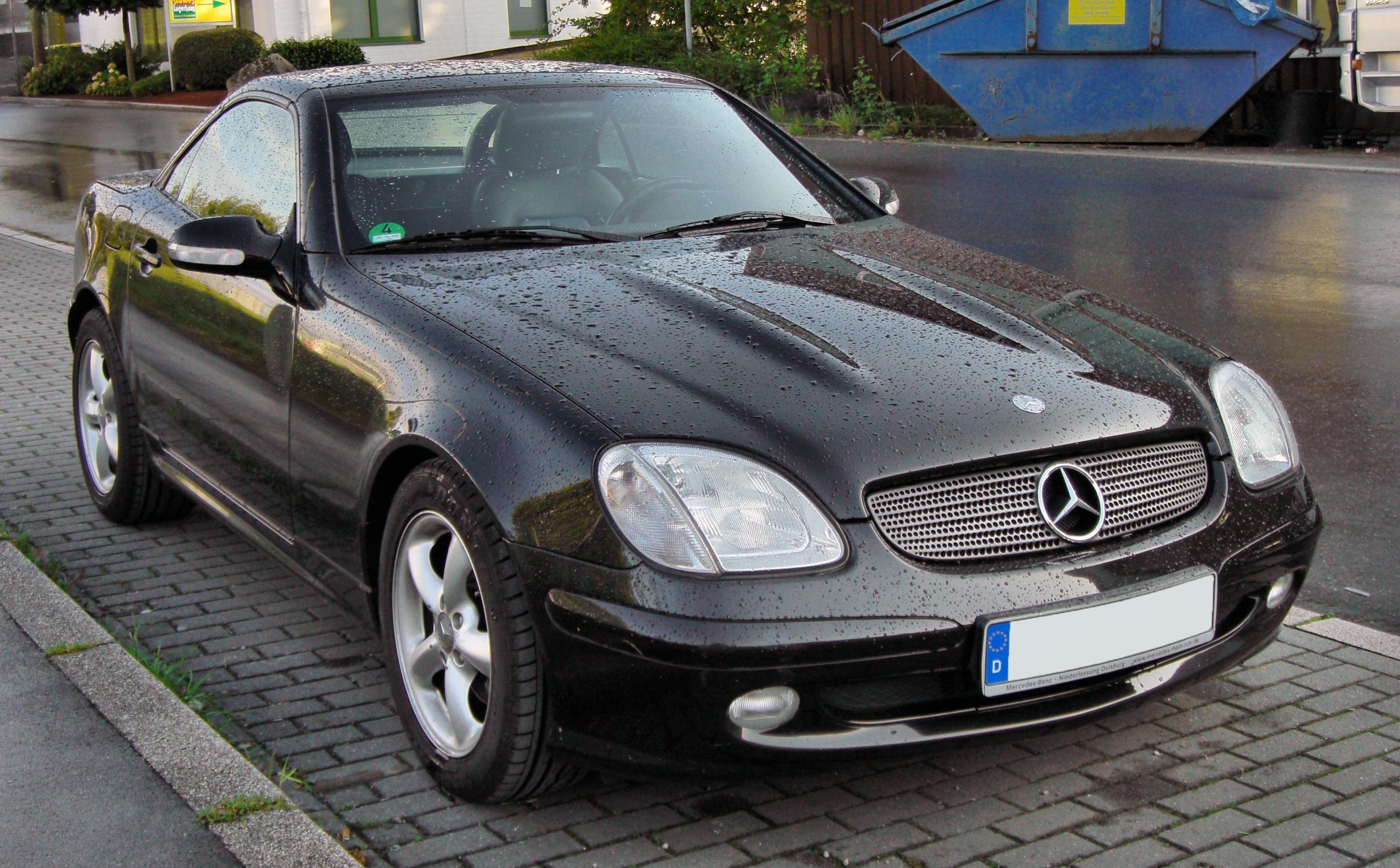
Mercedes-Benz SLK I (R170) po liftingu

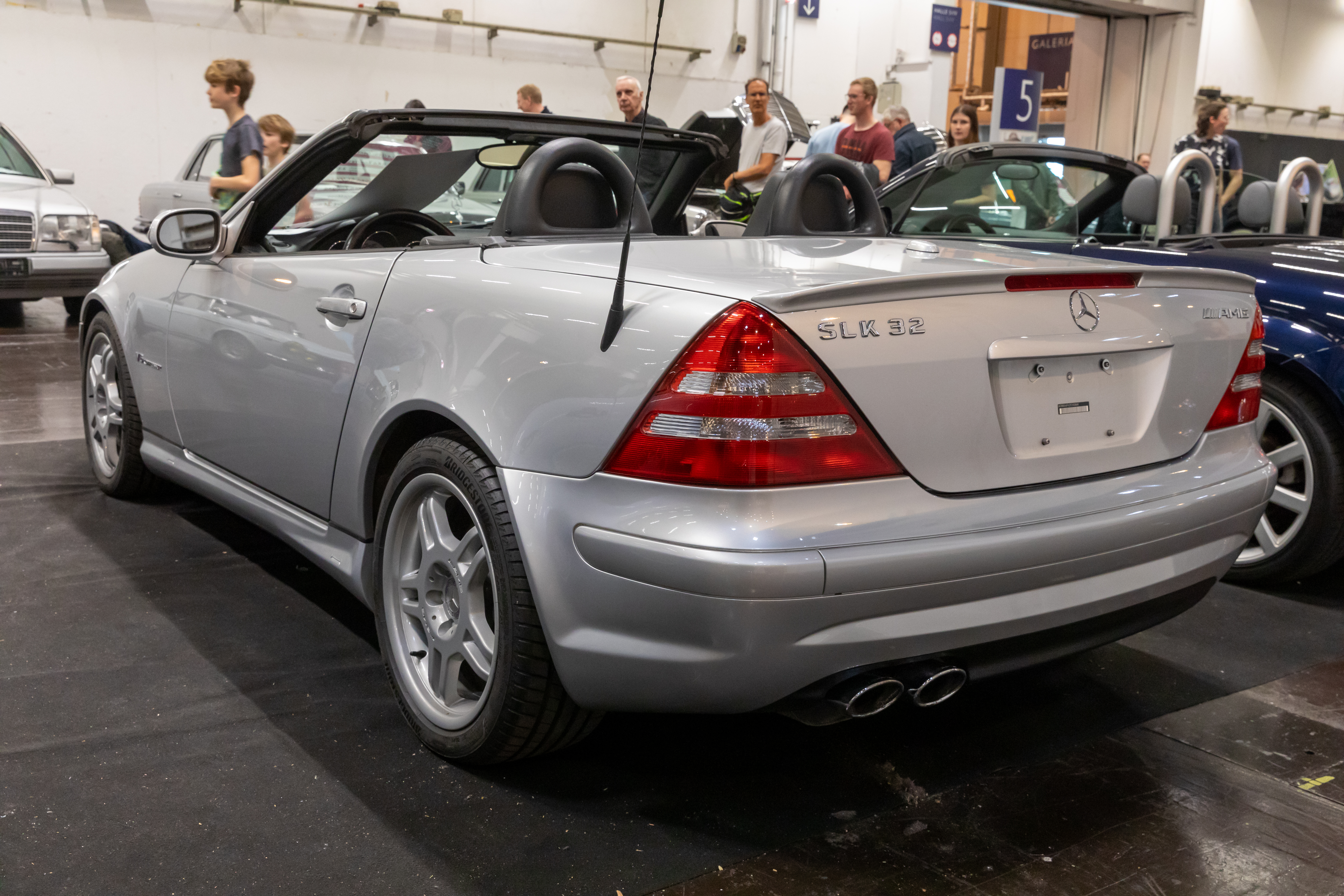
Mercedes-Benz SLK 32 AMG

Mercedes SLK I został zaprezentowany po raz pierwszy oficjalnie w kwietniu 1996 roku.
Samochód otrzymał kod fabryczny R170. SLK jako niewielki, kompaktowy roadster, był pierwszym tego typu samochodem w ofercie marki. Jego techniczną bazą okazał się model Klasa C (W202). Przełomowym rozwiązaniem stał się twardy, składany dach - potrzebował on 25 sekund do całkowitego złożenia lub rozłożenia. Jest to rozwiązanie zaczerpnięte z prototypu SLK Concept z 1994 roku. Nazwa 'SLK' tłumaczona była jako skrót od niemieckich słów: Sportlich, Leicht und Kurz (sportowy, lekki i krótki).
Samochód zdobył pozytywne recenzje w Stanach Zjednoczonych, gdzie już rok po premierze w 1997 SLK nagrodzono prestiżowym tytułem North American Car of the Year.
W 2000 roku SLK pierwszej generacji przeszedł modernizację, która polegała na pojawieniu się m.in. nowego przedniego i tylnego zderzaka, innych wkładów reflektorów, nowych wkładów lamp oraz uaktualnień w wyposażeniu pojazdu.

### SLK 32 AMG
W 2001 roku Mercedes przedstawił sportową wersję SLK 32 AMG. Zamontowano w niej jednostkę napędową z modelu SLK 320 wzbogaconą o kompresor i intercooler. Wariant oferowany przez AMG posiadał inne zderzaki, sportowy wydech zakończony dwoma końcówkami, oznaczenie "V6 Kompressor" na boku pojazdu, lotkę z tyłu, oraz specjalne wzory felg. Zmiany we wnętrzu obejmowały sportową kierownicę, zegary sygnowane przez AMG, oraz opcje wykończenia włóknem węglowym.
Samochód był oferowany jedynie z 5-biegową automatyczną skrzynią biegów, nie było możliwości zamówienia skrzyni manualnej. W SLK 32, po raz pierwszy zastosowano technologię "Speedshift", opracowaną przez AMG, dzięki której biegi były zmieniane szybciej, a także możliwa była manualna zmiana biegów. Powstały jedynie 4333 sztuki tego modelu, w tym niemal 2100 zostało wysłanych do Stanów Zjednoczonych, a 263 do Wielkiej Brytanii.

### Dane techniczne
Do napędzania najmniejszego roadstera Mercedesa używane były jednostki napędowe z oznaczeniami R4 oraz V6. Moc przenoszona była na oś tylną poprzez 5- lub 6-biegową manualną, bądź 5-biegową automatyczną skrzynię biegów.
| Wersja              | Silnik:                              | Układ zasilania:   | Średnica × skok tłoka: | St. sprężania:     | Moc maksymalna:                    | Maks. moment obrotowy          | 0–100 km/h:        | V-max:             |
| Silniki benzynowe:  | Silniki benzynowe:                   | Silniki benzynowe: | Silniki benzynowe:     | Silniki benzynowe: | Silniki benzynowe:                 | Silniki benzynowe:             | Silniki benzynowe: | Silniki benzynowe: |
| ------------------- | ------------------------------------ | ------------------ | ---------------------- | ------------------ | ---------------------------------- | ------------------------------ | ------------------ | ------------------ |
| SLK 200             | R4 2,0 l (1998 cm³), DOHC            | wtrysk EFi         | 89,90 mm × 78,70 mm    | 9,6:1              | 136 KM (100 kW) przy 5500 obr./min | 190 Nm przy 3700–4500 obr./min | 9,3 s              | 206 km/h           |
| SLK 200 Kompressor  | R4 2,0 l (1998 cm³), DOHC, kompresor | wtrysk             | 89,90 mm × 78,70 mm    | 9,5:1              | 162 KM (119 kW) przy 5300 obr./min | 230 Nm przy 2500–4800 obr./min | 8.2 s              | 223 km/h           |
| SLK 200 Kompressor* | R4 2,0 l (1998 cm³), DOHC, kompresor | wtrysk             | 89,90 mm × 78,70 mm    | n/d                | 192 KM (141 kW) przy 5300 obr./min | 270 Nm przy 2500–4800 obr./min | 7,7 s              | 231 km/h           |
| SLK 230 Kompressor  | R4 2,3 l (2295 cm³), DOHC, kompresor | wtrysk             | 90,90 mm × 88,40 mm    | 9,0:1              | 197 KM (145 kW) przy 5500 obr./min | 280 Nm przy 2500–5000 obr./min | 7,2 s              | 240 km/h           |
| SLK 320             | V6 3,2 l (3199 cm³), DOHC            | wtrysk             | 89,90 mm × 84,00 mm    | 10,0:1             | 218 KM (160 kW) przy 5700 obr./min | 310 Nm przy 3000–4800 obr./min | 6,9 s              | 245 km/h           |
| SLK 32 AMG          | V6 3,2 l (3199 cm³), DOHC, kompresor | wtrysk             | 89,90 mm × 84,00 mm    | 9,0:1              | 354 KM (260 kW) przy 6100 obr./min | 450 Nm przy 4400 obr./min      | 5,2 s              | 250 km/h           |

[*] - sprzedawana tylko dla Włoch, Grecji i Portugalii.

## Druga generacja

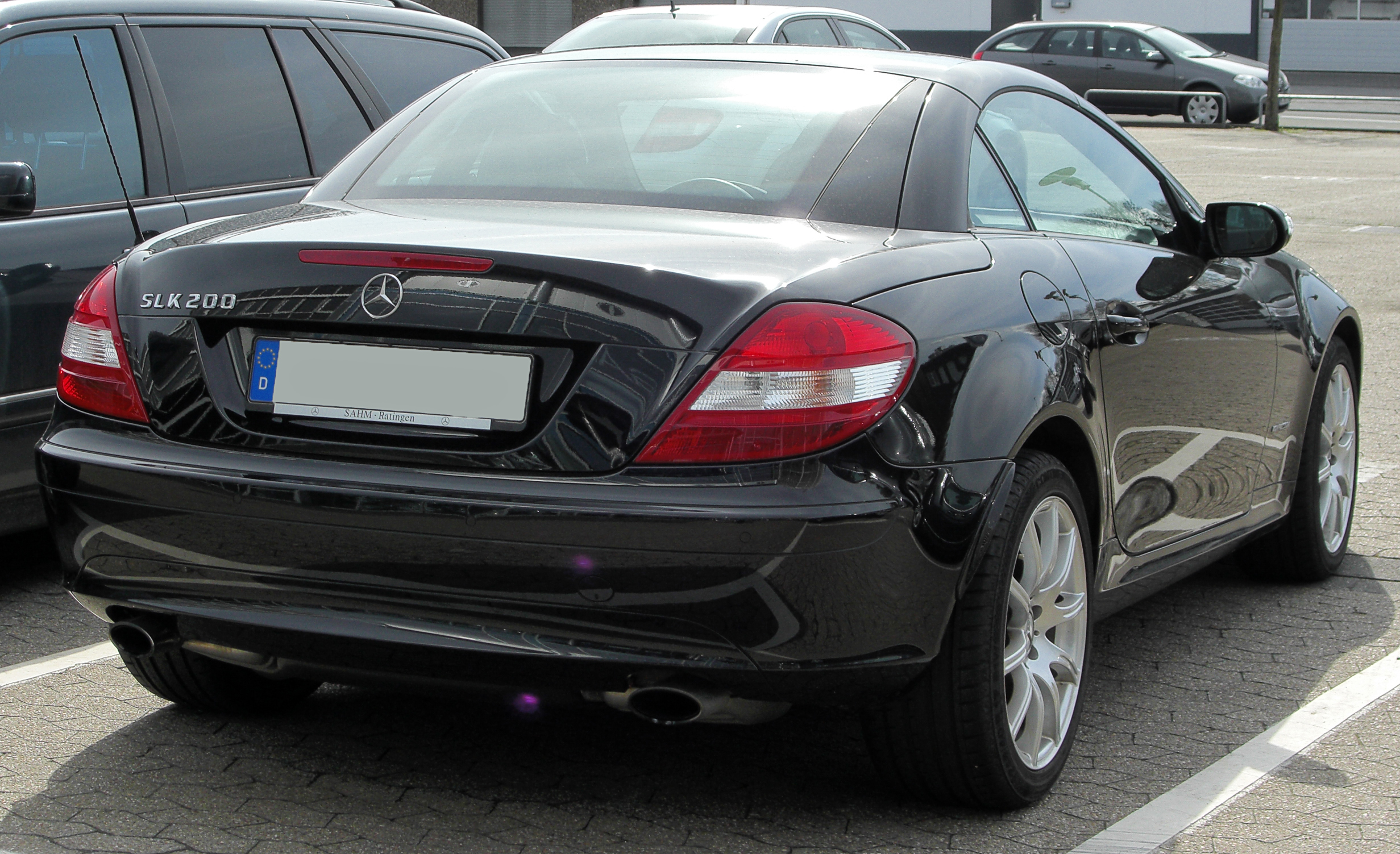
Mercedes-Benz SLK II (R171) - tył

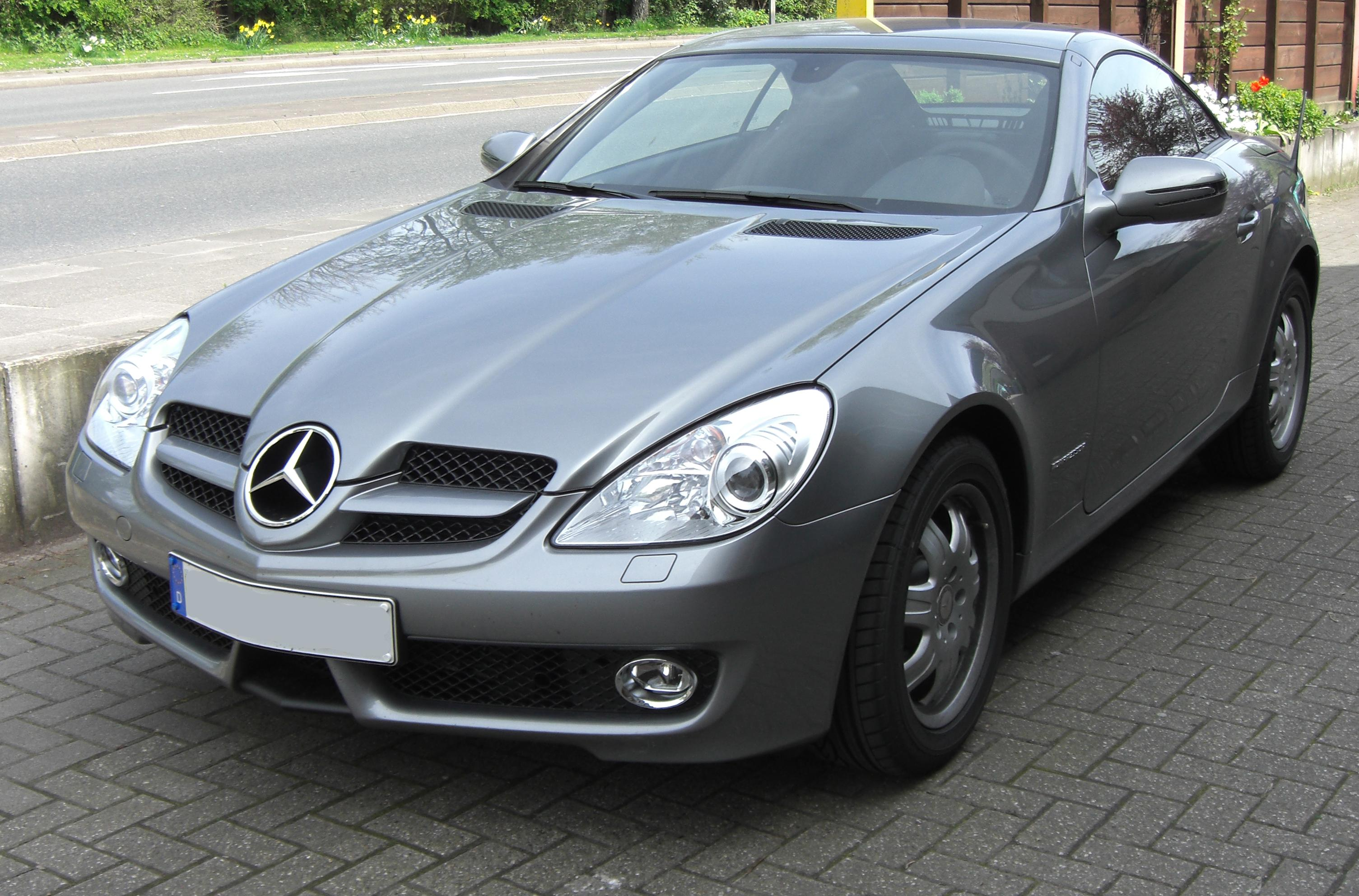
Mercedes-Benz SLK II (R171) po liftingu

Mercedes-Benz SLK II został zaprezentowany po raz pierwszy w marcu 2004 roku.
Samochód otrzymał kod fabryczny R171. Na tle poprzednika, druga generacja SLK zyskała bardziej krągłe proporcje nadwozia. Pojazd jest też dłuższy, a ponadto obniżono masę do 1400 kg. Nadwozie zostało wykonane z wytrzymalszej o 40% stali, co więcej pierwszy raz w tym modelu zastosowano dwustopniowe poduszki powietrzne. Pojazd zachował jednocześnie podobne proporcje nadwozia co model R170, a także twardy składany dach.
SLK drugiej generacji w 2008 roku przeszedł modernizację nadwozia. W jej ramach zmieniono kształt przedniego zderzaka, a także odcień wypełnienia tylnych lamp.

### Dane techniczne
Druga generacja SLK była dostępna z trzema jednostkami napędowymi: R4, V6 oraz V8. Moc przenoszona jest na oś tylną poprzez 6-biegową manualną lub 5- i 7-biegową automatyczną skrzynię biegów.
| Wersja                  | Silnik:                   | Układ zasilania:   | Średnica × skok tłoka: | St. sprężania:     | Moc maksymalna:                    | Maks. moment obrotowy          | 0-100 km/h:        | V-max:             |
| Silniki benzynowe:      | Silniki benzynowe:        | Silniki benzynowe: | Silniki benzynowe:     | Silniki benzynowe: | Silniki benzynowe:                 | Silniki benzynowe:             | Silniki benzynowe: | Silniki benzynowe: |
| ----------------------- | ------------------------- | ------------------ | ---------------------- | ------------------ | ---------------------------------- | ------------------------------ | ------------------ | ------------------ |
| SLK 200 Kompressor      | R4 1,8 l (1796 cm³), DOHC | wtrysk EFi         | 82,00 mm × 85,00 mm    | 9,5:1              | 163 KM (120 kW) przy 5500 obr./min | 240 Nm przy 3000-4000 obr./min | 7,9 s              | 230 km/h           |
| SLK 280                 | V6 3,0 l (2996 cm³), DOHC | wtrysk             | 88,00 mm × 82,10 mm    | 11,3:1             | 231 KM (170 kW) przy 6000 obr./min | 300 Nm przy 3500 obr./min      | 6,3 s              | 250 km/h           |
| SLK 350                 | V6 3,5 l (3498 cm³), DOHC | wtrysk             | 92,90 mm × 86,00 mm    | 10,7:1             | 272 KM (200 kW) przy 6000 obr./min | 350 Nm przy 2500-5000 obr./min | 5,6 s              | 250 km/h           |
| SLK 350                 | V6 3,5 l (3498 cm³), DOHC | wtrysk             | 92,90 mm × 86,00 mm    | 11,7:1             | 305 KM (225 kW) przy 6500 obr./min | 360 Nm przy 4900 obr./min      | 5,4 s              | 250 km/h           |
| SLK 55 AMG              | V8 5,4 l (5439 cm³), SOHC | wtrysk             | 97,00 mm × 92,00 mm    | 11,0:1             | 360 KM (265 kW) przy 5750 obr./min | 510 Nm przy 4000 obr./min      | 4,9 s              | 250 km/h           |
| SLK 55 AMG Black Series | V8 5,4 l (5439 cm³), SOHC | wtrysk             | 97,00 mm × 92,00 mm    | 11,0:1             | 400 KM (295 kW) przy 5750 obr./min | 520 Nm przy 3750 obr./min      | 4,5 s              | 280 km/h           |

## Trzecia generacja

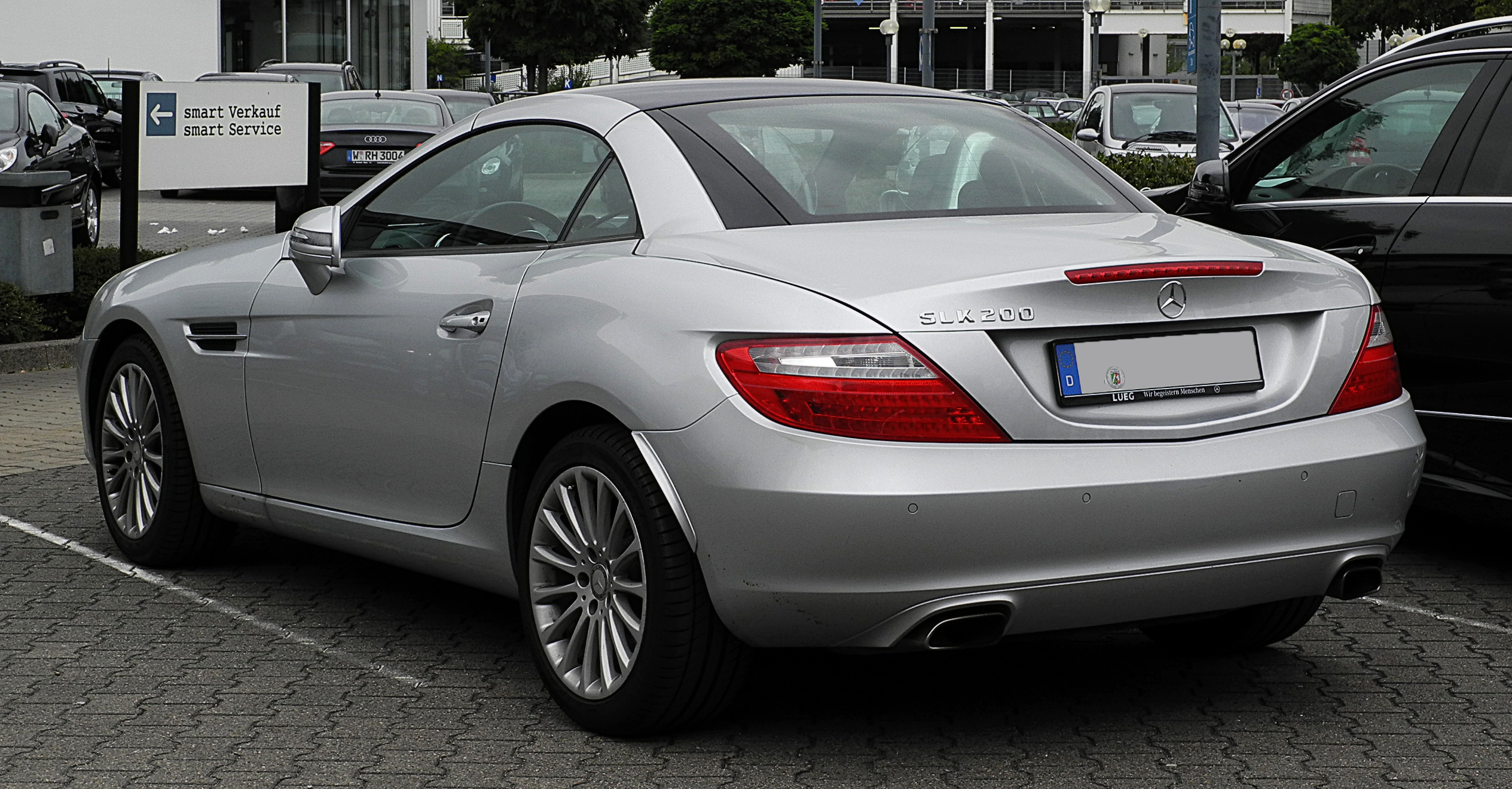
Mercedes-Benz SLK III (R172) – tył

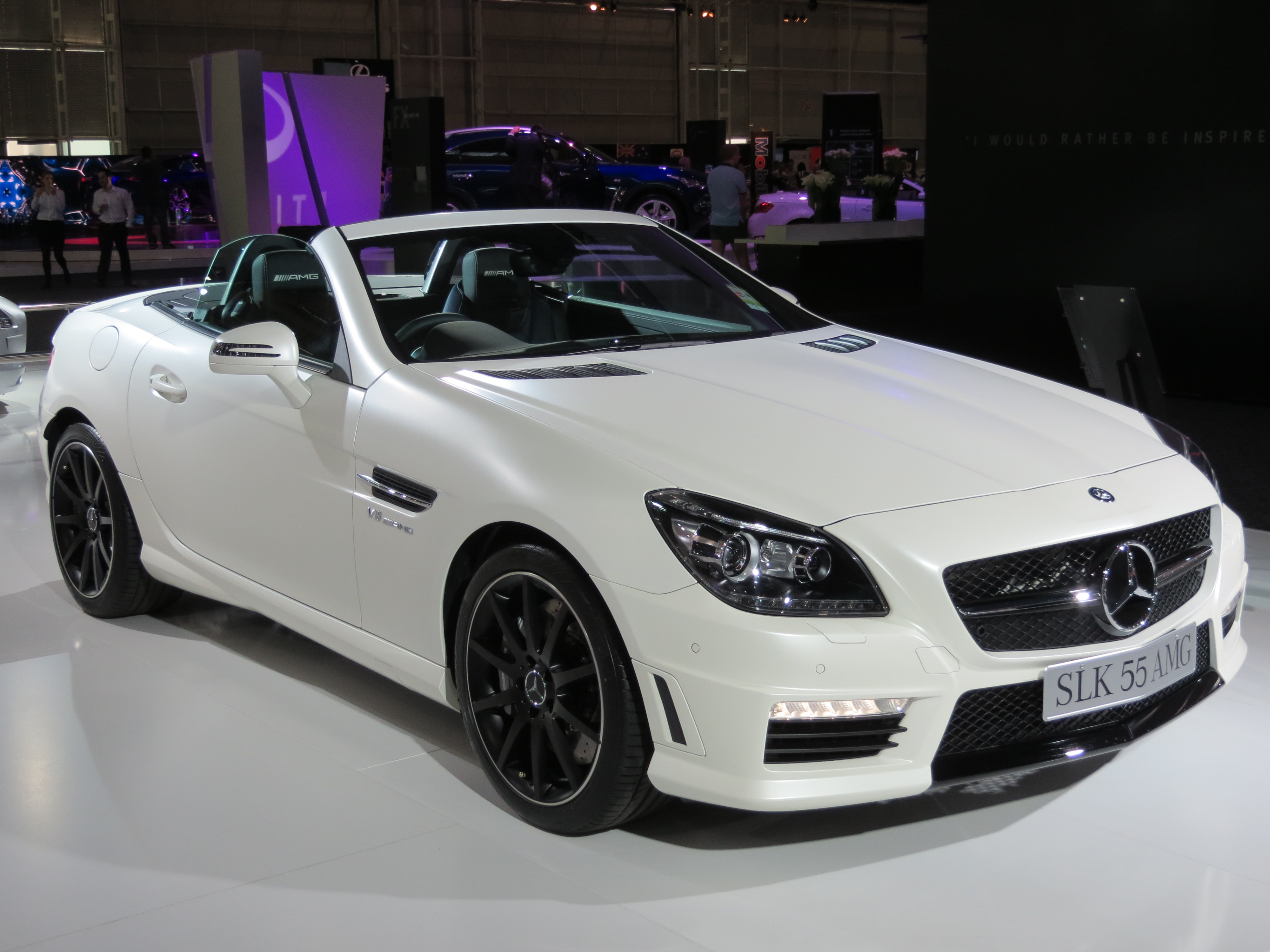
Mercedes-Benz SLK 55 AMG

Mercedes-Benz SLK III został zaprezentowany po raz pierwszy w 2011 roku.
Samochód otrzymał kod fabryczny R172. Na tle poprzednich wcieleń, samochód ponownie stał się większy i znów podążył innym kierunkiem stylistycznym. Styliści marki nadali SLK bardziej kanciaste proporcje, nawiązując zarazem do estetyki takich modeli, jak Klasa B czy CLS. Konstruktorom Mercedesa udało się też osiągnąć niższy współczynnik oporu powietrza (0,30), a także uczynić niewielkie nadwozie jeszcze sztywniejszym. Karoseria i budujące ją elementy zostały ukształtowane tak, by pojazd generował mniejszy hałas w kabinie podczas jazdy z otwartym dachem.
Sprzedaż SLK trzeciej generacji ruszyła w kwietniu 2011 roku. Klienci mogli wówczas wybierać z trzech wersji wyposażeniowych: SLK 200 BlueEFFICIENCY, SLK 250 BlueEFFICIENCY, SLK 350 BlueEFFICIENCY.
W listopadzie 2014 roku trzecia generacja SLK uznana został przez niemiecką agencję TÜV za najmniej usterkowe auto na niemieckim rynku. Samochód sklasyfikowano na czele rankingu "TÜV Report 2015" z wynikiem 2,4 proc. pojazdów ze stwierdzonymi usterkami. To najwyższa nota w historii badań awaryjności aut przeprowadzanych przez to towarzystwo.

### Lifting i zmiana nazwy

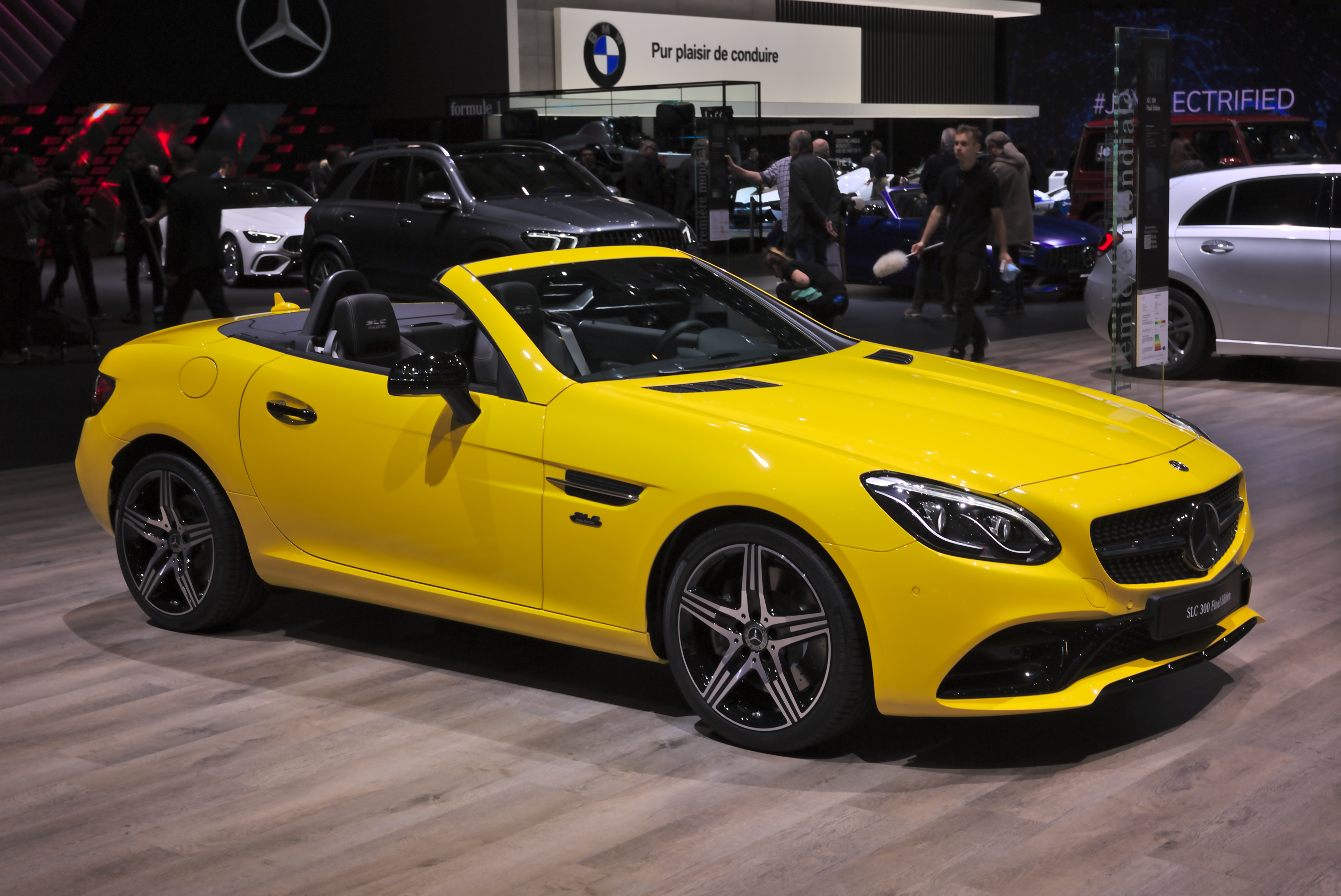
Mercedes-Benz SLC

W grudniu 2015 roku samochód przeszedł gruntowną modernizację polegającą na przeprojektowaniu atrapy chłodnicy, przedniego i tylnego zderzaka, reflektorów, a także wkładów tylnych lamp. Przy okazji tej zmiany, w ramach przeprowadzenia porządków w nazewnictwie samochodów Mercedesa, model SLK zyskał ponadto nową nazwę SLC - C odpowiada klasie kompaktowej, jaką ten model reprezentuje. Samochód trafił do sprzedaży w Polsce w styczniu 2016 roku.
W marcu 2019 roku Mercedes ogłosił, że po 23 latach produkcji swojego kompaktowego roadstera, 8 latach jego trzeciej generacji i 3 latach funkcjonowania pod nazwą SLC, zakończy się produkcja tego modelu bez przewidzianego następcy. Aby zaakcentować to wydarzenie, na Geneva Motor Show 2019 przedstawiono limitowaną edycję SLC Final Edition.

### Dane techniczne[26]
SLK trzeciej generacji było napędzane, podobnie jak poprzednik, przez trzy jednostki napędowe: R4, V6 oraz V8. Moc przenoszona jest na tylną oś poprzez 6-biegową manualną, 7-biegową automatyczną skrzynię biegów lub 9- biegową 9G-Tronic. R172 wyglądem nawiązuje do modelu SLS AMG.
| Model                | Lata produkcji | 0-100 km/h | V-max    | Emisja CO2 (g/km) |
| -------------------- | -------------- | ---------- | -------- | ----------------- |
| SLK 200              | 2011–          | 7,0 s      | 240 km/h | 158               |
| SLK 200 automatic    | 2011–          | 7,0 s      | 237 km/h | 158               |
| SLK 250 automatic    | 2011–          | 6,6 s      | 243 km/h | 153               |
| SLK 300 9G-Tronic    | 2016-          | 5,8 s      | 250 km/h | 144               |
| SLK 350 automatic    | 2011–          | 5,6 s      | 250 km/h | 167               |
| SLK 55 AMG automatic | 2012–          | 4,6 s      | 250 km/h | 195               |